# 国崎恵美
国崎 恵美（くにさき えみ、1976年12月24日 - ）は、日本のタレント、お笑い芸人。大阪府東大阪市出身。吉本興業所属。東大阪市立日新高等学校卒業。ルミネtheよしもとなどに出演。

## 経歴
- 高校の同級生に誘われ[1]、吉本総合芸能学院大阪校に14期生として入学。同期にフットボールアワー、コカドケンタロウ（ロッチ）がいる。
- NSC卒業後に、映画『岸和田少年愚連隊』にエキストラとして出演。その頃から「お笑い＋芝居＝新喜劇」といったような感じで思い、新喜劇を目指すようになったという。社会人時代を経て、1997年に吉本新喜劇入団。
- スタイルはよいものの（豊満な胸をアピールすることも）、目が細目なことから「ワラ人形」と呼ばれるなどブサイクキャラ扱いされている。それどころか「おっさん」「男顔」などと言われるようになった。
  - ちなみにビッキーズの須知から「レディーフー（国崎の『新喜劇フー!!』でのキャラ名）足綺麗やな～」と言われ、頬ずりされたことがある（須知によると、いい匂いがするという）。
- 住谷正樹・なかやまきんに君と「ハードゲイ家族」を結成（後に「フー・ファミリー」に改称）。「新喜劇フー!!」で、その存在感を見事なまでにアピールした。
- しかし本家の吉本新喜劇では、たかおみゆきとキャラが被っているためか出演時間が短く、前フリの客役で出演する程度である。どちらかといえばピン芸人としての活動が盛んな印象がある（2006年R-1ぐらんぷりで準決勝に進出している。それ以外にも同年5月うめだ花月にてソロライブを開くなど）。
- ピン芸人の時は、好きな少女漫画をベースにして、恋愛妄想ネタやデートネタなどを作り、ありがちなバカップルを一人で演出することが多い。しかし最後の最後になって現実に戻り、「か・れ・し・ほ・し・い!」と地団駄を踏む。彼氏の名前を「サトシ」に設定し、「妻夫木聡大好き、彼氏欲しいー!」と叫んだこともあった。
- 2006年5月10日放送の毎日放送「ジャイケルマクソン」での女性芸人のアルバイト紹介コーナーで、ホステスをしていることが判明。客からの評判も上々とのこと。
- 2009年4月より東京に活動の拠点を移す[2]。

## 出演

### テレビ
- よしもと新喜劇（毎日放送）
- 慰謝料弁護士〜あなたの涙、お金に変えましょう〜 第10話（読売テレビ） - 工藤裕美 役
- めぐる未来 第7話（2024年2月29日、読売テレビ・日本テレビ）

### DVD
- 喜劇王しんべえす